# آدرار دس ایفوگاس
آدرار دس ایفوگاس (به لاتین: Adrar des Ifoghas) یک توده‌کوه و رشته‌کوه در مالی است که در Central Sahara واقع شده‌است. آدرار دس ایفوگاس ۸۹۰ متر بالاتر از سطح دریا واقع شده‌است.